# Llista de videojocs simuladors de vol
Aquest article és una llista de videojocs simuladors de vol.
| Videojoc                                     | Desenvolupador          | Distribuïdors                      | Data de publicació                                                                                  | Plataforma                                               |
| -------------------------------------------- | ----------------------- | ---------------------------------- | --------------------------------------------------------------------------------------------------- | -------------------------------------------------------- |
| Ace Combat                                   |                         |                                    | |                                                          |
| Ace Combat 5: Squadron Leader                | Namco                   |                                    | 21 d'octubre del 2004 (JP) 24 d'octubre del 2004 (EUA) 18 de febrer del 2005 (UE i Països Catalans) | PlayStation 2                                            |
| Ace Combat: The Belkan War                   | Namco                   | Namco                              | 23 de març del 2006 25 d'abril del 2006 / 15 de setembre del 2006 14 de setembre del 2006           | PlayStation 2                                            |
| B-17 Flying Fortress (videojoc)              |                         |                                    | |                                                          |
| Blazing Angels: Squadrons of WWII            | Ubisoft                 | Ubisoft                            | | Microsoft Windows Wii Playstation 3 Xbox Xbox 360        |
| Chuck Yeager's Air Combat                    | Brent Iverson           | Electronic Arts                    | 1991                                                                                                | MS-DOS Mac OS                                            |
| Elite                                        | David Braben i Ian Bell | Acornsoft (1984), Firebird (1984-) | 1984                                                                                                | BBC Micro                                                |
| European Air War                             | MicroProse              | MicroProse                         | Any 2000                                                                                            | Microsoft Windows                                        |
| Falcon 4.0                                   | MicroProse              | MicroProse                         | 1998                                                                                                | Microsoft Windows                                        |
| FlightGear                                   | FlightGear build team   |                                    | 17 de desembre del 2007 1.0                                                                         | Mac OS X Linux Microsoft Windows                         |
| Freespace 2                                  |                         |                                    | |                                                          |
| Lock On: Modern Air Combat                   | Eagle Dynamics          | Ubisoft                            | 2003                                                                                                | Microsoft Windows                                        |
| Flight Simulator                             | Microsoft Games Studios | Microsoft                          | 2006                                                                                                | Microsoft Windows                                        |
| Pilotwings                                   | Nintendo                | Nintendo                           | 21 de desembre de 1990 13 d'agost de 1991 / 21 de gener de 1993                                     | Super Nintendo Virtual Console                           |
| Star Wars: TIE Fighter                       | Totally Games           | LucasArts                          | 1994, 1995                                                                                          | MS-DOS Mac OS                                            |
| Wing Commander I                             | Origin Systems          | Origin Systems                     | 1990                                                                                                | MS-DOS Amiga Sega CD Super Nintendo PlayStation Portable |
| Wing Commander II: Vengeance of the Kilrathi | Origin Systems          | Origin Systems                     | 1991                                                                                                | MS-DOS                                                   |
| Wing Commander III: Heart of the Tiger       | Origin Systems          | Origin Systems                     | 1994                                                                                                | MS-DOS 3DO PlayStation Mac OS                            |
| Wing Commander IV: The Price of Freedom      | Origin Systems          | Electronic Arts                    | 31 de desembre de 1995 (Windows) / 17 de febrer de 1998 (Windows) 17 de febrer de 1998 (Windows)    | MS-DOS Microsoft Windows PlayStation Mac OS              |
| Wing Commander: Armada                       | Origin Systems          | Electronic Arts                    | 1994                                                                                                | MS-DOS                                                   |
| Wing Commander: Privateer                    | Origin Systems          | Electronic Arts                    | 1993                                                                                                | MS-DOS Mac OS                                            |
| Wing Commander: Prophecy                     | Origin Systems          | Electronic Arts                    | 1997 Windows 2003 Game Boy Advance                                                                  | Microsoft Windows Game Boy Advance                       |
| Wings                                        | Cinemaware              | Cinemaware                         | 1990                                                                                                | Amiga Game Boy Advance                                   |
| X-Plane                                      |                         |                                    | |                                                          |